# Championnat des moins de 17 ans de la CONMEBOL 1988
Navigation
Pérou 1986 Paraguay 1991
Le Championnat des moins de 17 ans de la CONMEBOL 1988 est la troisième édition du Championnat des moins de 17 ans de la CONMEBOL qui a eu lieu en Équateur du 14 au 30 octobre 1988. Ce tournoi sert de qualification pour la Coupe du monde des moins de 17 ans, qui aura lieu en Écosse durant l'été 1989 : les 3 premiers de la poule finale seront directement qualifiés pour la phase finale.
C'est le Brésil qui est sacré champion d'Amérique du Sud pour la première fois. Pas de surprise cette fois-ci puisque l'Argentine termine à la deuxième place. Enfin, la Colombie termine à la troisième place et obtient son billet pour la prochaine Coupe du monde, ce qui constitue une grande première. Le tenant du titre, la Bolivie, déçoit avec une dernière place et aucune victoire lors du premier tour.

## Résultats
La confédération sud-américaine ne compte que 10 membres, il n'y a donc pas d'éliminatoires; toutes les sélections participent au premier tour, où elles sont réparties en 2 poules de 5 et s'y rencontrent une fois. À l'issue du premier tour, les 2 premiers de chaque poule se qualifient pour la poule finale où chaque équipe rencontre 1 fois chacun de ses adversaires. Le premier du classement final est déclaré champion d'Amérique du Sud.

### Premier tour

#### Poule 1
| Rang | Équipe    | Pts | J | G | N | P | Bp | Bc | Diff |  | Résultats (▼ dom., ► ext.) |  |     |     |     |     |
| ---- | --------- | --- | - | - | - | - | -- | -- | ---- |  | -------------------------- |  | --- | --- | --- | --- |
| 1    | Argentine | 8   | 4 | 4 | 0 | 0 | 10 | 3  | +7   |  | Argentine                  |  | 1-0 | 3-1 | 3-2 | 3-0 |
| 2    | Colombie  | 4   | 4 | 1 | 2 | 1 | 5  | 4  | +1   |  | Colombie                   |  |     | 2-0 | 1-1 | 2-2 |
| 3    | Uruguay   | 3   | 4 | 1 | 1 | 2 | 5  | 6  | -1   |  | Uruguay                    |  |     |     | 3-0 | 1-1 |
| 4    | Pérou     | 3   | 4 | 1 | 1 | 2 | 5  | 8  | -3   |  | Pérou                      |  |     |     |     | 2-1 |
| 5    | Bolivie   | 2   | 4 | 0 | 2 | 2 | 4  | 8  | -4   |  | Bolivie                    |  |     |     |     |     |

#### Poule 2
| Rang | Équipe    | Pts | J | G | N | P | Bp | Bc | Diff |  | Résultats (▼ dom., ► ext.) |  |     |     |     |     |
| ---- | --------- | --- | - | - | - | - | -- | -- | ---- |  | -------------------------- |  | --- | --- | --- | --- |
| 1    | Brésil    | 8   | 4 | 4 | 0 | 0 | 10 | 1  | +9   |  | Brésil                     |  | 2-0 | 2-0 | 1-0 | 5-1 |
| 2    | Paraguay  | 6   | 4 | 3 | 0 | 1 | 5  | 4  | +1   |  | Paraguay                   |  |     | 2-1 | 2-1 | 1-0 |
| 3    | Chili     | 4   | 4 | 2 | 0 | 2 | 8  | 5  | +3   |  | Chili                      |  |     |     | 3-1 | 4-0 |
| 4    | Équateur  | 2   | 4 | 1 | 0 | 3 | 3  | 6  | -3   |  | Équateur                   |  |     |     |     | 1-0 |
| 5    | Venezuela | 0   | 4 | 0 | 0 | 4 | 1  | 11 | -10  |  | Venezuela                  |  |     |     |     |     |

### Poule finale
|   | Équipe    | Pts | J | G | N | P | BP | BC | Diff |
| - | --------- | --- | - | - | - | - | -- | -- | ---- |
| 1 | Brésil    | 5   | 3 | 2 | 1 | 0 | 4  | 0  | +4   |
| 2 | Argentine | 4   | 3 | 2 | 0 | 1 | 3  | 1  | +2   |
| 3 | Colombie  | 3   | 3 | 1 | 1 | 1 | 2  | 2  | 0    |
| 4 | Paraguay  | 0   | 3 | 0 | 0 | 3 | 1  | 7  | -6   |

| 26 octobre | Brésil    | 0 | 0 | Colombie  |
|            | Argentine | 2 | 0 | Paraguay  |
| 28 octobre | Brésil    | 3 | 0 | Paraguay  |
|            | Argentine | 1 | 0 | Colombie  |
| 30 octobre | Brésil    | 1 | 0 | Argentine |
|            | Colombie  | 2 | 1 | Paraguay  |

### Équipes qualifiées pour la Coupe du monde
Les sélections qualifiées pour la prochaine Coupe du monde sont :
- Brésil
- Argentine
- Colombie

## Sources et liens externes